# Selecció masculina de bàsquet de Kiribati
La Selecció masculina de bàsquet de Kiribati és l'equip format per jugadors maculins de nacionalitat kiribatiana que representa a la Federació de bàsquet de Kiribati en les competicions internacionals organitzades per la Federació Internacional de basquetbol (FIBA) o el Comitè Olímpic Internacional (COI): els Jocs Olímpics, la Copa Mundial de bàsquet i el Campionat FIBA Oceania.

### Història
Fou creada l'any 1987 i afiliada al la FIBA Oceania aquell mateix any, la selecció està formada principalment per jugadors de la seva lliga local. El 2015 la selecció va participar als Jocs del pacífic, quedant en 9a posició.